# Вълчо Цанков
Вълчо Цанков Ненков (Боян) е български партизанин и офицер.

## Биография
Вълчо Цанков е роден през ноември 1914 г. в село Крушево, Севлиевско. Учи в Севлиевската гимназия където е деен член на РМС от 1931 г. Арестуван е по процеса на 93-та комунисти от Габрово и Севлиево (1933).
Работи в София и керамичната фабрика в Севлиево. Секретар на Околийския комитет на БРП (к).
Участва в Съпротивителното движение по време на Втората световна война. Нелегален от 10 август 1941 г. Партизанин и политкомисар на Севлиевския партизански отряд. Политкомисар на Габровско-севлиевски партизански отряд от октомври 1943 г.
След 9 септември 1944 г. за кратко отново е Секретар на Околийския комитет на БРП (к). Народен представител в Шесто велико народно събрание. Служи в Българската народна армия. Достига до военно звание полковник.